# Walter Feldman
Walter Feldman (São Paulo, 29 de janeiro de 1954) é um médico e político brasileiro. Foi deputado federal por São Paulo, entre 2003 e 2019, e secretário-geral da Confederação Brasileira de Futebol (CBF), entre 2015 e 2021.

## Carreira
Walter Meyer Feldman possui um extenso currículo na vida pública. Médico formado pela Escola Paulista de Medicina da Universidade Federal de São Paulo (Unifesp), em 1977, iniciou sua trajetória no poder público, em 1983, quando, com o apoio de movimentos populares na periferia de São Paulo, foi eleito vereador. Reeleito no pleito seguinte, teve como base de trabalho projetos que priorizavam o meio ambiente, crianças e adolescentes.
Nas eleições de 1994, elegeu-se deputado estadual por São Paulo e foi escolhido por Mário Covas para ser líder do governo e, em seguida, secretário-chefe da Casa Civil do Governo Estadual. Reeleito, foi presidente da Assembleia Legislativa de São Paulo de 2000 até 2003 e, nesse período, chegou a assumir interinamente o Governo estadual.
Lançou-se candidato a deputado federal, em 2002 e obteve expressiva votação. Na Câmara dos Deputados, foi um defensor ferrenho da diminuição da carga tributária para os brasileiros. Integrante da comissão especial da reforma tributária teve como uma de suas principais lutas, a adição da emenda do "Super Simples", imposto único que ajuda as pequenas e médias empresas. Em Brasília, aprovou o projeto que criou o Conselho Parlamentar pela Cultura de Paz e o que definiu novas regras para licitações públicas de medicamentos.
Em 2003, a Folha de S.Paulo, afirmou que Feldman era o único deputado federal, do total de 513, que mostrou os recibos dos gastos da verba parlamentar. Anos depois, após tantos escândalos, os gastos passaram a ser publicados na internet, através de site oficial do Governo Federal.
Com a eleição de José Serra para prefeito, em 2005, assumiu a Secretaria Municipal de Coordenação das Subprefeituras, onde esteve até o início de 2006, quando se desligou do cargo para concorrer, com sucesso, à reeleição para a Câmara dos Deputados. Na ocasião, aproveitou também para escrever o livro São Paulo: o bom combate da paz, contando sua experiência na administração das subprefeituras.
Nomeado secretário Municipal de Esportes, Lazer e Recreação da Cidade de São Paulo, em janeiro de 2007, se licenciou do cargo de deputado federal. Desde então, deu início a programas para a cidade, como o "Clube Escola", a "Virada Esportiva" e o "Circuito Popular de Corrida de Rua", com o objetivo de transformar São Paulo na capital brasileira do esporte. A experiência transformadora deu origem ao seu segundo livro, Esporte, inclusão e magia, que narra os resultados do conceito de esporte educacional implantado na Prefeitura de São Paulo.
Em 2010, voltou a licenciar-se da Prefeitura para sua terceira campanha à Câmara dos Deputados. Os anos vividos, em Brasília, resultaram em seu terceiro livro, São Paulo, Brasil: discutindo a relação, que fala do sentimento ambíguo, de amor e ódio, inveja e admiração que o restante do país tem com São Paulo.
Em janeiro de 2011, atendendo solicitação do Comitê Olímpico do Brasil (COB), o prefeito de São Paulo, Gilberto Kassab, indica Feldman como representante de São Paulo.
Pelo título de nomeação 179, de 26 de abril de 2011, foi nomeado para exercer o cargo de secretário Especial, sendo responsável, por força do decreto 52.275 de 26 de abril de 2011, por estabelecer a articulação de ações em eventos de grande porte e relevância para a Cidade de São Paulo, especialmente aqueles que envolvam mais de um órgão municipal, ou que extrapolem a circunscrição territorial do Município, inclusive quando de âmbito internacional.
A partir de 27 de abril de 2011, encontrava-se afastado junto a Londres, na Inglaterra, para firmar contatos relacionados à incumbência recebida em relação à experiência de eventos de grande vulto e, em especial, à realização dos Jogos Olímpicos e Paralímpicos de Londres, em 2012. Reassumiu o mandato até dezembro de 2013.
Em 2014, atuou como porta-voz da Rede Sustentabilidade e foi coordenador geral da campanha da candidata a Presidência, Marina Silva.

### Confederação Brasileira de Futebol (CBF)
Em abril de 2015, assumiu o cargo de secretário-geral da Confederação Brasileira de Futebol (CBF), nomeado pelo presidente Marco Polo Del Nero. Foi o responsável por toda articulação institucional e pela representação externa à CBF, além de ser responsável pelas atividades sociais da Instituição.
Demissão
Foi demitido da função, em 17 de junho de 2021, pelo então presidente em exercício da Confederação, Coronel Nunes.
Processo contra a CBF
Em 17 de janeiro de 2023, ingressou na Justiça paulista com uma queixa-crime contra o presidente da entidade, Ednaldo Rodrigues, alegando na acusação que sua imagem foi arranhada. Ele deixou de recebeu seus direitos trabalhistas, a partir do mesmo mês do ano seguinte (junho de 2022) e enviou uma notificação extrajudicial à CBF. Em resposta, a Confederação afirmou que já havia pago ao ex-funcionário mais de 896 mil reais relativos à negociação contratual e que o montante pago deveria ser devolvido, numa possível rediscussão do acordo.
Resposta da Justiça
O juiz Fabricio Reali Zia, da Vara do Juizado Especial Criminal de São Paulo, arquivou a queixa-crime — impetrada por Feldman sobre a alegação do atual mandatário da CBF ter arranhado a sua imagem — em decisão à favor da Confederação.